# Steedeïta
La steedeïta és un mineral de la classe dels silicats. Rep el nom en honor d'Anthony Hosford Steede, col·leccionista de minerals especialista en els minerals del Mont Saint-Hilaire, al Canadà.

## Característiques
La steedeïta és un silicat de fórmula química NaMn₂[Si₃BO9](OH)₂. Va ser aprovada com a espècie vàlida per l'Associació Mineralògica Internacional l'any 2013, sent publicada per primera vegada el 2014. Cristal·litza en el sistema triclínic. És similar, estructuralment, tant a la saneroïta com a la scheuchzerita.
L'exemplar que va servir per a determinar l'espècie, el que es coneix com a material tipus, es troba conservat a les col·leccions mineralògiques de la Queen's University, a Ontario (Canadà), amb el número de catàleg: m56489.

## Formació i jaciments
Va ser descoberta a la pedrera Poudrette, situada al mont Saint-Hilaire, dins el municipi regional de comtat de La Vallée-du-Richelieu, a Montérégie (Quebec, Canadà), on es troba formant feixos de cristalls aciculars lleugerament radiants. Aquesta mina canadenca és l'únic indret de tot el planeta on ha estat descrita aquesta espècie mineral.